# 佐味親王
佐味親王（さみしんのう）は、桓武天皇の第9皇子。母は多治比真宗（多治比長野の娘）。官位は四品・弾正尹。

## 経歴
平城朝において、佐味親王は母の多治比真宗と同居していた。当時権勢を振るっていた藤原仲成は自身の妻の叔母と力ずくで関係を持とうとしたが当の叔母はこれを嫌って、佐味親王の邸宅に逃げ込んだ。仲成はこの叔母を追いかけて親王邸に上がり込み、叔母を見つけると口汚く罵った上で暴行を加えたと伝わる。この事件との関係は明らかでないが、大同3年（808年）佐味親王が所有していた尾張国の墾田8町が、民に対して妨げになっているとの理由で没収され、公田に編入されている。
弘仁3年（812年）四品に叙される。弘仁8年（817年）弾正尹、弘仁14年（823年）中務卿を歴任した。
天長2年（825年）閏7月16日薨去。享年33。『日本後紀』の薨伝では、淳和天皇の践祚の日に朝堂に参列していたが、急に重病のために倒れ伏して驢馬の鳴き声に似た呼吸を始めたため、輿に乗り退出したが、幾日も経たないうちに没したとされる。ただし実際には、淳和天皇の践祚は弘仁14年（823年）4月であることから、厳密には事実と異なっている。

## 人物
容姿や身のこなしがしとやかで優雅であり、女性との情事をすこぶる好んだという。

## 官歴
『日本後紀』による。
- 弘仁3年（812年）正月7日：四品
- 弘仁8年（817年）10月1日：弾正尹
- 弘仁14年（823年）9月29日：中務卿